# Silene parjumanensis
Silene parjumanensis är en nejlikväxtart som beskrevs av D. Podlech. Silene parjumanensis ingår i släktet glimmar, och familjen nejlikväxter. Inga underarter finns listade i Catalogue of Life.